# Jelena Antić
Jelena Antić (mac. Јелена Антиќ; ur. 17 czerwca 1991 w Skopju) – macedońska koszykarka występująca na pozycji niskiej skrzydłowej, obecnie zawodniczka NKE-Csata DSE Budapeszt.
26 maja 2017 została zawodniczką Wisły Can-Pack Kraków. 13 listopada opuściła klub.
14 stycznia 2019 dołączyła do węgierskiego NKE-Csata DSE Budapeszt.
Jej ojciec – Svetislav Antić był także koszykarzem, pracował też jako trener koszykarski.

## Osiągnięcia
Stan na 27 maja 2017, na podstawie, o ile nie zaznaczono inaczej.
NCAA
- Uczestniczka turnieju NCAA (2010)
- Mistrzyni:
  - turnieju konferencji Big South (2010)
  - sezonu zasadniczego konferencji Big South (2011)
- Wicemistrzyni:
  - turnieju konferencji Big South (2011)
  - sezonu zasadniczego konferencji Big South (2010)
- Zaliczona do:
  - I składu:
    - najlepszych zawodniczek pierwszorocznych konferencji Big South (2010)
    - turnieju konferencji Big South (2011)

Drużynowe
- Mistrzyni:
  - Ligi Adriatyckiej (2012–2014)
  - Serbii (2012–2014)
  - Szwecji (2017)[7]
- Wicemistrzyni Macedonii (2008)
- Zdobywczyni pucharu Serbii (2012–2014)

Indywidualne
- Najlepsza skrzydłowa ligi szwedzkiej (2017 według eurobasket.com)[7]
- Zaliczona do (przez eurobasket.com): 
  - I składu ligi szwedzkiej (2017)[7]
  - składu honorable mention ligi:
    - rumuńskiej (2016)
    - serbskiej (2013, 2014)
- Uczestniczka meczu gwiazd ligi rumuńskiej (2016)
- Liderka ligi szwedzkiej w asystach (2017)[7]

Reprezentacja
- Uczestniczka mistrzostw Europy:
  - U–20 dywizji B (2009, 2010)
  - U–18 dywizji B (2008)
- MVP mistrzostw Europy U–20 dywizji B (2010)
- Zaliczona do:
  - I składu mistrzostw Europy U–20 dywizji B (2010)
  - II składu mistrzostw Europy U–20 dywizji B (2009)
- Liderka:
  - strzelców mistrzostw Europy U–20 dywizji B (2010)
  - mistrzostw Europy U–20 dywizji B w zbiórkach (2010)